# 리틀빅플래닛
《리틀빅플래닛》(LittleBigPlanet)은 플레이스테이션 3에서 출시된 퍼즐 플랫폼 게임이다. 2007년 3월 7일에 게임 개발자 회의에서 발표되었으며 2008년 소니 인터랙티브 엔터테인먼트 코리아를 통해 한글화 정식 발매된 리틀빅플래닛 시리즈의 첫작이다. 캐치프레이즈는 "Play, Create, Share"로, 놀고 창조하고 나눈다는 의미를 가지고 있다.

## 발매 이전
발매 이전에는 오밀조밀한 게임 디자인과 캐릭터들, 그리고 광대한 월드 제작 때문에 이목을 끈 바 있다.

## 게임플레이
플레이어는 작은 자신의 캐릭터인 "리빅"을 조종하여 레벨 끝까지 가야한다는 목적을 가지고 있다. 사용자는 "리빅"의 색이나 의상, 스타일을 바꿀 수 있고, 어떻게 행동하고 스스로 표현하는지 결정할 수 있다. 또, 조이스틱과 십자 키를 이용하여 “리빅”이 사용자의 의도대로 행동하게끔 할 수 있으며, 표정과 손동작을 구현할 수 있도록 제작되었다. 이 "리빅"이라는 존재는 왕을 비롯한 각 세계를 지배하는 8개의 영역을 지나 버블 속 잃어버린 창조물, 스티커, 음악을 찾아내야 한다. 이 과정은 메인 스토리가 진행되는 지구에서 이루어지며, 부 주제이자 창조 모드인 달로 가 자신의 레벨을 디자인할 수 있다. 공유 모드에서는 쉬운 검색, 점수 매기기와 댓글 달기, 국제 채팅(키보드 요함)을 통해 다른 플레이어들과 대화할 수 있다.

## 평가
메타크리틱에서 95점으로 높은 점수를 받았다.